# Diaptomus staphylinus
Diaptomus staphylinus is een eenoogkreeftjessoort uit de familie van de Diaptomidae. De wetenschappelijke naam van de soort is voor het eerst geldig gepubliceerd in 1840 door Milne Edwards.